# روث غودمان
روث غودمان (بالإنجليزية: Ruth Goodman)‏ هي مؤرخة بريطانية، ولدت في 5 أكتوبر 1963.

## وصلات خارجية
- الموقع الرسمي
- روث غودمان على موقع IMDb (الإنجليزية)
- روث غودمان على موقع قاعدة بيانات الفيلم (الإنجليزية)